# Pokropený kropič
Pokropený kropič (ve francouzském originále L'Arroseur arrosé) je francouzský němý film, který v roce 1895 natočil Louis Lumière, a který je považován za první dějový snímek ve filmové historii. V roce 1896 vytvořili bratři Lumièrové stejnojmenný remake.

## Synopse
Na začátku filmu vidíme zahradníka (François Clerc), kterak v zahradě gumovou hadicí nevinně zalévá záhon. V tom se na scéně se za jeho zády objevuje chlapec (Benoît Duval), který si úmyslně stoupne na zahradníkovu hadici a přeruší tím proud vody. Udivený zahradník se snaží najít příčinu náhlé závady a odstranit ji. V okamžiku, když si začne pozorně prohlížet ústí hadice, chlapec s ní sestoupí a obnovený proud vody vytryskne zahradníkovi přímo do obličeje. Mladý šprýmař se snaží před rozzlobeným zahradníkem utéci. Následuje honička po zahradě. Po krátkém pronásledování jej rozzlobený zahradník chytí a naplácá mu na zadnici.[zdroj⁠?!] Poté se zahradník vrací ke své práci a mladý darebák odchází ponížen pryč.

## Obsazení
| François Clerc | zahradník |
| Benoît Duval   | chlapec   |

## Historie
28. prosince 1895 uspořádali bratři Lumièrové v Indickém salónku kavárny Grand Café na pařížském bulváru Kapucínů první veřejnou projekci svých „oživlých fotografií“ platícím divákům, kterých se v tento historický okamžik sešlo třicet tři. Zhlédli dvacetiminutový program, který se skládal z deseti asi minutových snímků, z nichž většina zachycovala každodenní události ze skutečného života jako příjezd vlaku na nádraží, odchod dělníků z továrny, rodinnou snídani nebo partii karet. Mezi těmito reportážními snímky se nacházel jeden, který se od ostatních nápadně odlišoval. Jako šestý v pořadí se na plátně objevil krátký inscenovaný skeč Pokropený kropič (L'Arroseur arrosé; 1895), který je považován za první hraný film ve filmových dějinách. Původ námětu k natočení tohoto prostinkého skeče je sporný. Podle Louise Lumièra je film pouze zopakováním skutečného žertu, který provedl jeho mladší bratr Edouard jejich rodinnému zahradníkovi, kterým byl pan François Clerc. Podle filmového historika Georgese Sadoula je námět filmu, respektive výše uvedené události, které k jeho vzniku vedly, inspirován výjevem z alba knihkupectví Quantin z roku 1887, kde se v devíti obrazech nacházel kreslený komický příběh o chlapci, zahradníkovi a jedné kropicí hadici, jehož autorem byl ilustrátor a karikaturista Hermann Vogel. V tomto ohledu můžeme tento film považovat za první příklad filmové adaptace. Film natočil Louis Lumière na jaře roku 1895 na zahradě rodinného domu v Lyonu. François Clerc si svou roli zahradníka zopakoval i ve filmu, ale role chlapce byla přeobsazena, místo mladšího bratra Edouarda, který byl považován za příliš mladého, byla role Louisem svěřena mladému tesařskému učni z Lumiérových továren jménem Benoît Duval (někdy uváděn jako Daniel Duval).

## Zajímavosti
- již v roce 1896 se filmem nechal inspirovat přímý účastník prvního veřejného promítání Georges Méliès a natočil svou verzi tohoto komického skeče s názvem Kropič (L'Arroseur; 1896)
- v roce 1897 vytvořila Alice Guy-Blaché stejnojmenný remake L'Arroseur arrosé[2]
- stejného gagu použil v roce 1957 ve svém krátkém filmu Uličníci (Les Mistons; 1957) francouzský režisér François Truffaut